# Inger-Lena Hultberg
Inger-Lena Hultberg, (Lund, 27 de desembre de 1942) és considerada la primera dona a Suècia que es va oferir com a voluntària per a una educació dissenyada per als qui ingressen al Servei militar.

## Biografia
Nascuda i criada a Lund, el pare d'Hultberg va ser mestre i la mare, historiadora literària. Des de molt jove es va interessar per la tecnologia, especialitzant-se en matemàtiques a l'escola secundària i treballant en un projecte especial en aerodinàmica. Sempre es va interessar per l'automòbil i les motocicletes de la família. Mentre estudiava anglès a l'Anglaterra, passava el seu temps lliure observant els avions en l'Aeroport de Croydon i Biggin Hill, famosos per les seves activitats en temps de guerra. El seu primer vol va ser a Suècia en un vell biplaça SK 16.
Després es va embarcar en un curs de física a la Universitat de Lund. A les vacances d'estiu de 1962, va ser la primera dona a ésser admesa en l'escola d'entrenament de la Força Aèria Sueca a Västerås, on va passar la major part del seu temps al taller central d'Arboga, mentre es va formar com a enginyera de vol. L'única dona en un grup de 30, va regressar a l'escola de la Força Aèria per als estius de 1963 i 1964 i va obtenir el títol d'enginyer de vol. Però es va adonar que mai seria admesa per servir en la Força Aèria. Com a resultat, va decidir continuar els seus estudis acadèmics, graduant-se a la universitat de Lund, en física matemàtica.
Posteriorment, Hultberg va treballar com a física a l'Hospital Universitari de Lund fins a la seva jubilació el 2010.